# Trzebinia
Trzebinia é um município da Polônia, na voivodia da Pequena Polônia e no condado de Chrzanów. Estende-se por uma área de 31,3 km², com 20 012 habitantes, segundo os censos de 2016, com uma densidade de 626,5 hab/km².